# Prvenstvo Jugoslavije u hokeju na travi 1972.
Jugoslavensko prvenstvo u hokeju na travi za 1972. godinu je osvojila Elektrovojvodina iz Subotice.

## Ljestvica
| mj. | klub                     | ut. | pob. | rem. | por. | po.g | pr.g | bod |
| --- | ------------------------ | --- | ---- | ---- | ---- | ---- | ---- | --- |
| 1.  | Eletrovojvodina Subotica | 9   | 5    | 3    | 1    | 18   | 3    | 13  |
| 2.  | Subotičanka Subotica     | 9   | 4    | 4    | 1    | 17   | 4    | 12  |
| 3.  | Marathon Zagreb          | 9   | 5    | 1    | 3    | 9    | 6    | 11  |
| 4.  | Jedinstvo Zagreb         | 9   | 3    | 3    | 3    | 8    | 12   | 9   |
| 5.  | Partizan Zelina          | 9   | 0    | 3    | 6    | 2    | 16   | 3   |
| 6.  | BASK Beograd             | 5   | 0    | 2    | 3    | 2    | 15   | 2   |